# Mordellistena incommunis
Mordellistena incommunis es una especie de coleóptero de la familia Mordellidae.

## Distribución geográfica
Habita en Estados Unidos.